# Campionats del món de ciclisme de muntanya i trial de 2003
Els Campionats del món de ciclisme de muntanya i trial de 2003 van ser la 14a edició dels Campionats del món de ciclisme de muntanya organitzats per la Unió Ciclista Internacional. Les proves tingueren lloc del 3 al 7 de setembre de 2003 a Lugano (Cantó de Ticino) a Suïssa.

## Resultats

### Camp a través
| Proves         | Or                                                                               | Plata                                                             | Bronze                                                                 |
| Masculí        | Filip Meirhaeghe (BEL)                                                           | Ryder Hesjedal (CAN)                                              | Roel Paulissen (BEL)                                                   |
| Femení         | Sabine Spitz (GER)                                                               | Alison Sydor (CAN)                                                | Irina Kalentieva (RUS)                                                 |
| Masculí sub-23 | Balz Weber (SUI)                                                                 | Manuel Fumic (GER)                                                | Iván Álvarez (ESP)                                                     |
| Masculí júnior | Jaroslav Kulhavý (CZE)                                                           | Nino Schurter (SUI)                                               | Oleksandr Yakymenko (UKR)                                              |
| Femení júnior  | Lisa Mathison (AUS)                                                              | Eva Lechner (ITA)                                                 | Almut Grieb (GER)                                                      |
| Relleus Mixt   | Polònia · Marcin Karczynski · Piotr Formicki · Anna Szafraniec · Kryspin Pyrgies | Suïssa · Ralph Näf · Balz Weber · Nino Schurter · Barbara Blatter | Canadà · Roland Green · Ricky Federau · Max Plaxton · Christina Redden |

### Descens
| Proves         | Or                           | Plata                 | Bronze                   |
| Masculí        | Greg Minnaar (RSA)           | Mickael Pascal (FRA)  | Fabien Barel (FRA)       |
| Femení         | Anne-Caroline Chausson (FRA) | Sabrina Jonnier (FRA) | Nolvenn Le Caer (FRA)    |
| Masculí júnior | Sam Hill (AUS)               | Gee Atherton (GBR)    | Cyrille Kurtz (FRA)      |
| Femení júnior  | Emmeline Ragot (FRA)         | Scarlett Hagen (NZL)  | Bernardita Pizarro (CHI) |

### Four Cross
| Proves  | Or                           | Plata                 | Bronze             |
| Masculí | Michal Prokop (CZE)          | Eric Carter (USA)     | Brian Lopes (USA)  |
| Femení  | Anne-Caroline Chausson (FRA) | Sabrina Jonnier (FRA) | Jill Kintner (USA) |

### Trial
| Proves                       | Or                        | Plata                           | Bronze                  |
| Masculí - 20 polzades        | Benito Ros (ESP)          | Marco Hösel (GER)               | Vincent Hermance (FRA)  |
| Masculí - 26 polzades        | Giacomo Coustellier (FRA) | Marc Caisso (FRA)               | Kenny Belaey (BEL)      |
| Femení                       | Karin Moor (SUI)          | Ann-Christin Bettenhausen (GER) | Lucie Miramond (FRA)    |
| Masculí júnior - 20 polzades | Diego Barrio Roa (ESP)    | Gilles Coustellier (FRA)        | Remy Morgan (FRA)       |
| Masculí júnior - 26 polzades | Gilles Coustellier (FRA)  | Alexis Touteau (FRA)            | Thibault Veuillet (FRA) |

## Medaller
| Pos.  | País         | Or | Plata | Bronze | Total |
| 1     | França       | 5  | 6     | 7      | 18    |
| 2     | Suïssa       | 2  | 2     | 0      | 4     |
| 3     | Espanya      | 2  | 0     | 1      | 3     |
| 4     | Austràlia    | 2  | 0     | 0      | 2     |
| 4     | Txèquia      | 2  | 0     | 0      | 2     |
| 6     | Alemanya     | 1  | 3     | 1      | 5     |
| 7     | Bèlgica      | 1  | 0     | 2      | 3     |
| 8     | Sud-àfrica   | 1  | 0     | 0      | 1     |
| 8     | Polònia      | 1  | 0     | 0      | 1     |
| 10    | Canadà       | 0  | 2     | 1      | 3     |
| 11    | Estats Units | 0  | 1     | 2      | 3     |
| 12    | Itàlia       | 0  | 1     | 0      | 1     |
| 12    | Nova Zelanda | 0  | 1     | 0      | 1     |
| 12    | Regne Unit   | 0  | 1     | 0      | 1     |
| 15    | Xile         | 0  | 0     | 1      | 1     |
| 15    | Rússia       | 0  | 0     | 1      | 1     |
| 15    | Ucraïna      | 0  | 0     | 1      | 1     |
| Total | Total        | 17 | 17    | 17     | 51    |